# Хирбет-эс-Сук
Хирбет-эс-Сук (араб. خربة السوق‎) — деревня на северо-западе Иордании, расположенная на территории мухафазы Аджлун. Входит в состав района Аджлун.

## Географическое положение
Деревня находится в юго-восточной части мухафазы, в гористой местности, к востоку от реки Иордан, к северу от реки Эз-Зарка, на расстоянии приблизительно 22 километров (по прямой) к северо-западу от столицы страны Аммана. Абсолютная высота — 764 метра над уровнем моря.

## Население
По данным официальной переписи 2015 года численность население составляла 121 человек (67 мужчин и 54 женщины). В деревне насчитывалось 22 домохозяйства.
Динамика численности населения Хирбет-эс-Сука по годам:
| 1994 | 2015 |
| ---- | ---- |
| 62   | 121  |

## Транспорт
Ближайший аэропорт расположен в городе Амман.